# الولاية الحرة (مقاطعة)
الولاية الحرة هي إحدى محافظات جنوب أفريقيا حيث تم تشكيلها في عام 1994م وتنقسم إلى 5 بلديات.

## البلديات
تنقسم المقاطعة ل5 مناطق تنقسم بدورها لمناطق فرعية.
| الاسم             | المساحة   | عدد السكان (إحصاء 2011)     | التقسيمات الإدارية |
| ----------------- | --------- | --------------------------- | ------------------ |
| Xhariep           | 37674 كم² | 146259 نسمة                 | 4 مناطق            |
| مانجاوانج         | 6284 كم²  | 747.431 نسمة                |                    |
| ليجويلي بوتسوا    | 31930 كم² | 627.626 نسمة                | 5 مناطق            |
| ثابو موفوتسانيانا | 33269 كم² | 736238 نسمة                 | 7 مناطق            |
| فزيل دابي         | 20668 كم² | 527،788 نسمة (تقديرات 2021) | 4 مناطق            |

## أعلام
- دانيال دو توا
- روبن كروغر